# Latamoxef
Latamoxef este un antibiotic din clasa cefalsporinelor, de tip oxacefemă, fiind utilizat în tratamentul unor infecții bacteriene (meningite și infecții cu anaerobi).
Este clasificat ca făcând parte din generația a treia de cefalosporine.